# Joanne Rochette
Pour les articles homonymes, voir Rochette.
Ne doit pas être confondue avec la patineuse artistique canadienne Joannie Rochette (1986-).
Joanne Rochette, née en 1965, est une romancière et scénariste québécoise.

## Biographie
Joanne Rochette est une romancière et scénariste québécoise née en 1965. Elle a complété une maîtrise en histoire à l'Université de Montréal. Elle a d'abord développé son écriture à travers la poésie et la scénarisation, avant de se consacrer au roman.
Elle a scénarisé le documentaire La manic... du réalisateur Michel Brault. Ce film a été diffusé en 2002 à Canal Historia. Elle a aussi écrit le scénario du long métrage documentaire Les passeurs du Saint-Laurent, qui abordait l'histoire des pilotes maritimes naviguant sur le fleuve St-Laurent, au Québec.
Son premier roman, Vents salés, est paru chez VLB en 2011,. Il raconte la rencontre entre une jeune veuve et un pilote de navire de passage à Montréal. Un roman en trois mouvements qui correspondent aux temps de la passion et qui aborde les thèmes du fleuve et de la liberté. Elle a également publié Quartz en 2014,, dans lequel le corps et le territoire marquent l’action de ses personnages à la recherche d’authenticité. En 2020, elle a publié Le rire de Garcia qui a été traduit en espagnol par Alexander Martinez et publié en Colombie en 2021,. Ce roman aborde la question des impacts dévastateurs des activités des compagnies minières canadiennes en Colombie, à travers le parcours d’une Québécoise venue compléter son doctorat à Bogotá,. Elle a offert de nombreuses entrevues pour les médias colombiens. En 2022, elle a publié Les crues aux Éditions de l'instant même, un recueil de nouvelles où les textes, toujours liés à un fleuve ou une rivière, racontent un parcours humain, un moment particulier, dans des contextes très différents les uns des autres. Lécher la terre, son second recueil de nouvelles, paru en 2024, témoigne de la crise environnementale. Avec le feu pour fil conducteur, évocateur de la destruction tout comme de la lumière, la métamorphose et la création, elle met en scène des personnages qui révèlent des fragments de l’âme humaine,,,,. Elle a participé, au sein d’un groupe de quinze auteurs et autrices, à la série de balados Raconte-moi le bonheur, de Métropolis Bleu, par l’écriture et la lecture du texte «Ce ruban».

## Œuvres

### Romans
- Vents salés, Éditions VLB, Montréal, 2011, 187 p.  (ISBN 978-2-89649-104-9)
- Quartz, Éditions Mémoire d’encrier, Montréal, 2014, 222 p.  (ISBN 978-2-89712-217-1)
- Le rire de García, Les éditions de L’instant même, Longueuil, 2020, 201 p.  (ISBN 978-2-89502-435-4)
  - La risa de García, Barranquilla et Bogotá, Mackandal Ediciones et Filomena Edita, 2021, 252 p.  (ISBN 978-958-52508-3-3)

### Nouvelles
- Les crues, Les éditions de L’instant même, Longueuil, 2022, 116 p.  (ISBN 978-2-89502-465-1).
- Lécher la terre, Les éditions de L’instant même, Longueuil, 2024, 143 pages. (ISBN 978-2-89502-499-6)